# Edmund L. Daley

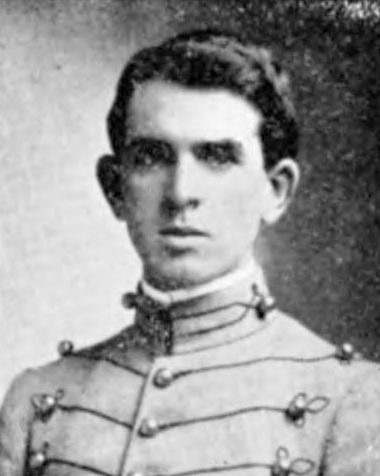
Edmund L. Daley (1906)

Edmund Leo Daley (* 1. November 1883 in Worcester, Massachusetts; † 19. Dezember 1968 in Albany, New York) war ein Generalmajor der United States Army. Er war unter anderem Kommandeur des  V. Corps.
Edmund Daley war der Sohn von John und Katherine Elizabeth Daley (geborene Martin). Zwischen 1902 und 1906 absolvierte er die United States Military Academy in West Point. Nach seinem Abschluss wurde er als Leutnant dem United States Army Corps of Engineers zugeteilt. In der Armee durchlief er anschließend alle Offiziersränge vom Leutnant bis zum Zwei-Sterne-General.
In den Jahren 1908 und 1909 war er auf den Philippinen stationiert und 1910 absolvierte er die Engineer School. Danach war er zwischen 1911 und 1915 als Lehrer in West Point tätig. 1916 erhielt er einen Ehrenabschluss (honor graduate) der Army Field Engineer School. Bis 1917 war er in Laredo in Texas als militärischer Eisenbahningenieur tätig. Nach dem amerikanischen Eintritt in den Ersten Weltkrieg blieb Daley zunächst in den Vereinigten Staaten. Als Oberstleutnant diente in einer Engineer-Einheit im Camp Custer in Michigan. Erst ab Juli 1918 nahm er aktiv am Kriegsgeschehen in Europa teil. Dort kommandierte er bis Februar 1919 einige Einheiten der 3. Division. Er war an der Schlacht von St. Mihiel und der Maas-Argonnen-Offensive beteiligt. Zwischen Februar und August 1919 war Daley mit der Beseitigung von Kriegsschäden in Frankreich beschäftigt.
In den Jahren 1920 bis 1922 unterrichtete Daley wieder an der Akademie in West Point. Nach dem Brand von Izmir gehörte er zur Delegation des dort eingesetzten Roten Kreuzes. Es folgten Versetzungen auf Posten in Pittsburgh in Pennsylvania (1923–26) und zum Generalstab des Corps of Enineers in Washington, D.C. (1926–30). Er gehörte auch der Kommission zum Bau der Bay Bridge in San Francisco an. In den 1930er Jahren war er unter anderem am Oberlauf des Mississippi River und bei der North Atlantic Division im Bundesstaat New York eingesetzt. 1936 absolvierte er das United States Army War College. In den Jahren 1938 und 1939 kommandierte er den Engineer-Bezirk von Boston und danach bis 1941 den Bezirk für Puerto Rico. Zwischen dem 17. März 1941 und dem 19. Januar 1942 kommandierte Edmund Daley als Generalmajor das V. Corps, das damals in Nordirland stationiert war. Er nahm nicht aktiv am Geschehen des Zweiten Weltkriegs teil. Noch im Jahr 1942 schied er aus dem Militärdienst aus. Dabei wurde er aus unbekannten Gründen wieder auf den Rang eines Brigadegenerals zurückgestuft.
In den Jahren 1942 bis 1945 war Edmund Daley als Zivilist stellvertretender Leiter des Zivilschutzes des Staates New York (Deputy director Civilian Protection, New York State). Er gehörte in seinem Ruhestand einigen Militärvereinigungen an. Zudem war er stellvertretender Leiter der Veteranenorganisation des Bundesstaates New York. Daley war seit 1906 mit Beatrix Ottillie Koehler (1886–1928) verheiratet. Das Paar hatte drei Söhne, die alle ranghohe Offiziere des US-Militärs wurden. Edmund Koehler Daley Sr. (1907–1955) und John Phillips Daley (1910–1963) erreichten ebenfalls die Generalsränge und Donald Martin Daley (1912–77) brachte es bis zum Oberst. Edmund Leo Daley starb am 19. Dezember 1968 in Albany, der Hauptstadt des Bundesstaates New York, und wurde auf dem Friedhof der Militärakademie West Point beigesetzt.

## Orden und Auszeichnungen
Edmund Daley erhielt im Lauf seiner militärischen Laufbahn unter anderem folgende Auszeichnungen:
- Army Distinguished Service Medal
- Silver Star
- Officier de Merite Agricole (Frankreich)
- Gold Crown of the Saviour (Griechenland)